# Otfried Knorr
Otfried Knorr (* 1933; † 13. Oktober 1977) war ein deutscher Schauspieler, Regisseur und Hörspielsprecher.

## Leben
Otfried Knorr (auch Ottfried Knorr) wurde 1933 geboren und schloss 1956 sein Studium an der Staatlichen Schauspielschule Berlin ab. Nach einigen Engagements an verschiedenen Theatern wurde er am Maxim-Gorki-Theater in Berlin, dem er 14 Jahre bis zu seinem frühen Tod angehörte, fest angestellt. Anfang der 1970er Jahre unterrichtete er mit Lehrauftrag an seiner ehemaligen Ausbildungsstätte, der Staatlichen Schauspielschule Berlin.
Otfried Knorr verstarb 1977 im Alter von nur 44 Jahren.

## Filmografie
- 1961: Ein Sommertag macht keine Liebe
- 1962: Josef und alle seine Brüder (Fernsehfilm)
- 1963: Verliebt und vorbestraft
- 1968: 12 Uhr mittags kommt der Boß

## Theater

### Schauspieler
- 1959: Bertolt Brecht: Der aufhaltsame Aufstieg des Arturo Ui – Regie: Peter Palitzsch/Manfred Wekwerth (Berliner Ensemble)
- 1959: Maxim Gorki: Nachtasyl (Kostylew) – Regie: Maxim Vallentin (Maxim-Gorki-Theater Berlin)
- 1962: Bertolt Brecht: Die Tage der Commune (Arnaud) – Regie: Manfred Wekwerth/Joachim Tenschert (Berliner Ensemble)
- 1963: Bertolt Brecht: Schweyk im Zweiten Weltkrieg (Baloun) – Regie: Erich Engel/Wolfgang Pintzka (Berliner Ensemble)
- 1964: Robert Planchon nach Alexandre Dumas: Die drei Musketiere (König Ludwig XIII.) – Regie: Rudolf Vedral (Volksbühne Berlin)
- 1965: Friedrich Dürrenmatt: Der Besuch der alten Dame – Regie: Fritz Bornemann (Volksbühne Berlin)
- 1965: Anton Tschechow: Der Heiratsantrag (Iwan Lomow) – Regie: Wolfram Krempel (Volksbühne Berlin – Theater im 3. Stock)
- 1966: Max Frisch: Don Juan oder Die Liebe zur Geometrie (Pater Diego) – Regie: Wolfram Krempel (Maxim-Gorki-Theater Berlin)
- 1967: Rainer Kerndl: Die seltsame Reise des Alois Fingerlein (Britischer Leutnant) – Regie: Wolfram Krempel (Maxim-Gorki-Theater Berlin)
- 1967: Manfred Freitag/Jochen Nestler: Seemannsliebe – Regie: Kurt Veth (Maxim-Gorki-Theater Berlin)
- 1968: Juhan Smuul: Der wilde Kapitän (Admiral) – Regie: Kurt Veth (Maxim-Gorki-Theater Berlin)
- 1968: Seán O’Casey: Der Stern wird rot – Regie: Kurt Veth (Maxim-Gorki-Theater Berlin)
- 1969: Nikolai Gogol: Der Revisor (Kreisrichter) – Regie: Hans-Georg Simmgen (Maxim-Gorki-Theater Berlin)
- 1970: Ernst Ottwalt: Kalifornische Ballade (Sklavenkapitän) – Regie: Fritz Bornemann (Maxim-Gorki-Theater Berlin)
- 1970: Rudi Strahl: In Sachen Adam und Eva (Anwalt Dr. Michaelis) – Regie: Gerhard König  (Maxim-Gorki-Theater Berlin – Foyer)
- 1971: Jewgeni Schwarz: Der Schatten (Premierminister) – Regie: Fritz Bornemann (Maxim-Gorki-Theater Berlin)
- 1972: Gotthold Ephraim Lessing: Minna von Barnhelm (Graf von Bruchsal) – Regie: Albert Hetterle (Maxim-Gorki-Theater Berlin)
- 1972: Maxim Gorki: Barbaren (Polizeichef) – Regie: Hans Dieter Mäde (Maxim-Gorki-Theater Berlin)
- 1973: Jewgeni Schwarz: Das gewöhnliche Wunder (Verwaltungsminister) – Regie: Wolfram Krempel (Maxim-Gorki-Theater Berlin)
- 1974: August Strindberg: Erik XIV. (Sture) – Regie Hans Dieter Mäde (Maxim-Gorki-Theater Berlin)
- 1975: Peter Hacks: Rosie träumt (Teufel) – Regie: Wolfram Krempel (Maxim-Gorki-Theater Berlin)
- 1976: Aurel Baranga: Die öffentliche Meinung (Regisseur) – Regie: Karl Gassauer (Maxim-Gorki-Theater Berlin)
- 1977: Maxim Gorki: Nachtasyl (Kostylew) – Regie: Albert Hetterle (Maxim-Gorki-Theater Berlin)

### Regisseur
- 1974: Rainer Kerndl: Jarash – Ein Tag im September (Maxim-Gorki-Theater Berlin – Foyer)

## Hörspiele
- 1965: Karl Bruckner: Pablo der Indio (Perez) – Regie: Peter Gröger (Kinderhörspiel, 2 Teile – Rundfunk der DDR)
- 1970: Andrej Wejzler: Februarsturm (Gefängnisverwalter) – Regie: Peter Groeger (Hörspiel – Rundfunk der DDR)